# Бат Ям
Бат Ям (на иврит: בַּת יָם) е град в Израел. Населението му е 128 655 жители (по приблизителна оценка от декември 2017 г.). Площта му е 8,167 кв. км. Намира се на средиземноморския бряг, южно от Тел Авив. Градът е основан през 1926 г. Градът разполага с футболен отбор, който играе в третата дивизия на израелския футбол.